# Agustí Sales i Alcalà
Mossèn Agustí Sales i Alcalà (Valljunquera, Matarranya, 1707 - València, 1774) va ser un home il·lustrat, formà part del cercle de Gregori Maians, al llarg de la seua vida va escriure més de 42 obres publicant treballs sobre arquitectura religiosa i escrits polèmics contra dominicans i franciscans.
És el personatge més important nascut a Valljunquera. Doctor en teologia (1731), tingué una gran relació amb Gregori Maians —valencià i un dels grans humanistes europeus del segle xviii— i el seu cercle. Fou cronista de la ciutat i del Regne de València. Els escrits, en què disputà sovint amb dominics i franciscans, el portaren a ser denunciat davant del tribunal de la Inquisició.